# 김덕기 (음악가)
김덕기(1953년 3월 22일 ~ )는 대한민국의 지휘자이자 음대교수이다.
서울예술고등학교와 단국대학교 음악대학, 베르디 국립음악원을 졸업하고 밀라노 시립음악원을 수료하였다.
현재 서울대학교 음악대학 작곡과 교수로 재직중이다. 1995년 1월 서울대 음대교수에 임용되면서 당시 서우석(徐友錫) 서울대 음대학장은 “새로임용된 교수들은 학연과 상관없이 실력으로 선정되었다”고 밝힌바 있다.

## 활동
1987년 34세 때 인천시립교향악단 부지휘자가 되었던 그는 오페라 ‘베르테르’를 국내 초연하는 등 오페라는 물론 발레와 교향악 분야에서도 뛰어난 활약을 하고 있는 지휘자로 알려져 있다.

## 지방 공연
대구에서 김덕기 서울대 음대 교수가 이끄는 대구시립교향악단은 라이브 연주와 함께 광주에서 크리스티안 루드비히의 지휘로 광주시립교향악단이 함께 공연했다.

## SNU 필하모닉오케스트라 협연
2013년 10월 28일 서울대학교 문화관 대강당에서 ‘사제동행 행복 나눔 콘서트’를 개최하였는데 공연은 서울대 오페라연구소가 출연해 김덕기 음대 지휘과 교수가 지휘를 맡고, 기악과 학생으로 구성된 SNU필하모닉오케스트라가 연주하였다.

## 약력
- 1998년 한국 오페라 50주년 기념 콘서트
- 2000년 서울 오페라 페스티발 ‘아이다’ 지휘
- 2000년 KBS교향악단, 부천시향, 코리안 심포니 등 국내 우수 교향악단지휘
- 2000년 '아이다', '리골렛토', '토스카', '나비부인'등 다수의 오페라 지휘
- 동경 메트로폴리탄 오케스트라 지휘
- 그리스 데살로니카 국립교향악단 오케스트라 지휘